# Nabila Mouelhi
Pour les articles homonymes, voir Mouelhi.
Nabila Mouelhi, née en 1966, est une athlète tunisienne.

## Carrière
Nabila Mouelhi est médaillée d'argent du lancer du disque aux championnats arabes juniors 1984 à Casablanca.
Championne du Maghreb de lancer du disque à Tunis en 1986, Nabila Mouelhi remporte la médaille d'argent des championnats du Maghreb d'athlétisme en 1990 à Alger. Elle est médaillée de bronze du lancer du disque aux championnats panarabes 1987 à Alger, aux championnats d'Afrique de 1989 à Lagos ainsi qu'aux championnats panarabes 1989 au Caire.
Elle est championne de Tunisie du lancer du disque en 1984, 1985, 1986, 1987, 1988, 1989, 1990 et 1992.